# Peromyscus gossypinus
Peromyscus gossypinus és una espècie de mamífer rosegador de la família dels cricètids. És endèmic del sud-est dels Estats Units (Alabama, Arkansas, Florida, Geòrgia, Kentucky, Louisiana, Mississipi, Missouri, Carolina del Nord, Oklahoma, Carolina del Sud, Tennessee, Texas i Virgínia). Es tracta d'un animal arborícola que ocupa una gran varietat d'hàbitats. És una espècie en risc mínim, és a dir, no sembla que hi hagi cap amenaça significativa per a la seva supervivència. El seu nom específic, gossypinus, significa ‘cotó’ en llatí.